# Pseudevadne tergestina
Pseudevadne tergestina is een watervlooiensoort uit de familie van de Podonidae. De wetenschappelijke naam van de soort is voor het eerst geldig gepubliceerd in 1877 door Claus.